# سالن سرپوشیده میکا
سالن سرپوشیده میکا (ارمنی: Միկա Մարզադահլիճ) یک سالن سرپوشیده چندمنظوره می‌باشد که در ناحیه شنگاویت ایروان پایتخت جمهوری ارمنستان واقع شده‌است. ظرفیت ۱۲۰۰ تن را دارا است. این سالن در سال ۲۰۰۹ میلادی توسط شرکت با مسئولیت محدود میکا و مالک باشگاه فوتبال میکا ساخته شده‌است و در نزدیکی ورزشگاه میکا واقع شده‌است. سالن سرپوشیده میکا هم‌اکنون زمین خانگی تیم ملی بسکتبال ارمنستان می‌باشد.